# 速水格
速水 格（はやみ いたる、1933年7月5日 - 2013年5月27日）は、日本の地球科学者。専門は古生物学。学位は、理学博士（東京大学・1961年）（学位論文「本邦におけるジュラ紀層位学 : 特に斧足類動物群について」）。東京大学名誉教授。従四位瑞宝小綬章受章。

## 経歴
1933年、東京生まれ。1952年、成蹊高等学校卒業。1956年、東京大学理学部地学科地質学鉱物学課程卒業。1961年、同大学院数物系研究科地質学専門課程博士課程修了、理学博士の学位を取得。博士論文の題は「本邦におけるジュラ紀層位学 : 特に斧足類動物群について」。
1962年より九州大学理学部助手。1973年、東京大学総合研究資料館助教授。1984年同理学部教授。1994年同定年退職、名誉教授となる。その後1994年から2004年まで神奈川大学理学部教授を務める。
この間京都大学理学部など多くの教育研究機関の併任・非常勤講師などを務める。また日本古生物学会評議員・会長、日本学術会議古生物研究連絡委員会委員・委員長、日本学術会議地質科学総合研究連絡委員会委員、などを歴任。
動物学・植物学・地学などの野外科学に関連する学協会を束ねた自然史学会連合の設立に奔走し、1995年に同連合の初代代表に就任した。

## 受賞・栄典
- 2013年5月27日従四位に叙せられ、瑞宝小綬章受章。

## 研究内容ならびに業績
専門は進化古生物学で、主に化石・現生二枚貝類を素材とした系統分類・古生物地理・古生態などの研究を行い、古生物学の分野に遺伝学・生物地理学・生層序学・プレート・テクトニクスなど広範な分野の概念・手法を導入し、国際的に注目される多くの業績をあげた。
本邦中生代二枚貝類の系統分類に関する研究では、1956年に本邦ジュラ紀二枚貝類の研究に着手し、堅実かつ精密な分類手法に基づく種分類を確立し、1961年に博士論文として総括された。論文は日本古生物学会報告紀事などに次々と公表され、これら一連の業績により、1962年に日本古生物学会学術奨励金（現学術賞）を受賞した。その成果は本邦前期白亜紀海生二枚貝類の研究（1965−66年）へと発展し、東アジアの後期中生代二枚貝動物群の系統進化や時空分布の解明につながった。
集団を基礎とした生物の相対成長・不連続変異・機能形態・進化に関する研究では、単一個体に基づく類型的研究が主だった従来の古生物学に「集団（個体群）」概念を導入することの重要性に気づき、相対成長の理論（1970年）、ヒヨクガイの不連続変異の解析（1973年）、化石帯の進化学的モデル（1975年）、進化におけるサイズ変化率と様式（1978年）など、革新的な論文を発表した。また、二枚貝類の斜彫刻の理論形態（1986年）、前期鮮新世二枚貝タカハシホタテの機能形態（1988年）、イタヤガイ類の遊泳に関する流体力学的実験（1991年）など、機能形態の分野でも独創的な研究を推進した。これらの成果は、内外の専門誌・教科書に広く引用され、その後の進化古生物学の発展に大きく寄与した。
イタヤガイ類や海底洞窟産原始軟体動物の自然史に関する研究では、ヒヨクガイの進化学的研究の総括（1984年）や、海底洞窟産原始的二枚貝類のモノグラフ（1993年）において、生物進化を総合的に考究する自然史科学的手法を確立した。従来まで生物学と古生物学の間に障壁があったが、形態・化石記録・生態・発生・遺伝・生殖・生物地理など多くの情報に基づくアプローチによる分析と総合を行うことにより、その障壁が取り除かれた。これらの研究成果等による自然史科学発展への多大な功績によって、1998年に日本古生物学会賞（横山賞）を受賞した。

## エピソード
- 子供の頃から始まった趣味として3M（即ち、マージャン・モラスカ（軟体動物）・マーラー）を広言していた。
- 若い頃は、沢山の文献を読み、次々と論文を発表したため、「早見書く（速水 格）」と渾名されていた。

## 主な編著書・訳書
- 花井哲郎・小西健二・速水 格・鎮西清高（訳），D.M.ラウプ・S.M.スタンレー（著）「古生物学の基礎」、どうぶつ社、1985年。
- Kimura, T., Hayami, I., Yoshida S.（著）「Geology of Japan」、University of Tokyo Press、1991年
- 木村敏雄・速水 格・吉田鎮男（著）「日本の地質」、東京大学出版会、1993年。ISBN 4130607030
- 速水 格（著）「古生物学」、東京大学出版会、2009年。ISBN 978-4130627160
- 速水 格・森 啓（編）「古生物の科学（１）古生物の総覧・分類」、朝倉書店、2011年。ISBN 4254168217
- 瀬戸口烈司・速水 格・小澤智生（編）「古生物の科学（４）古生物の進化」、朝倉書店、2011年。ISBN 4254168241

## 家族・親族
- 実父：速水敬二は哲学者。
- 実兄：速水融は経済学者。